# Wilczomlecz drobny
Wilczomlecz drobny (Euphorbia exigua L.) – gatunek rośliny z rodziny wilczomleczowatych.

## Występowanie
Występuje w Europie, Afryce i Azji.
W Polsce jest gatunkiem nieczęstym; rośnie głównie w południowej części kraju.

## Morfologia
PokrójNiewielka, żółtozielona roślina.
ŁodygaWzniesiona, rozgałęziona, o wysokości 5–20 cm.
LiścieSiedzące, skrętoległe, równowąskie, o szerokości około 2 mm.
KwiatyMiodniki jajowate, półksiężycowato wycięte, kropkowane, z odstającymi, krótkimi uszkami (rożkami). Górne podsadki równowąskie, prawie sercowate u nasady.
OwocTrzykomorowa, gładka torebka. Nasiona nieregularnie brodawkowane, o długości 1–1,5 mm.

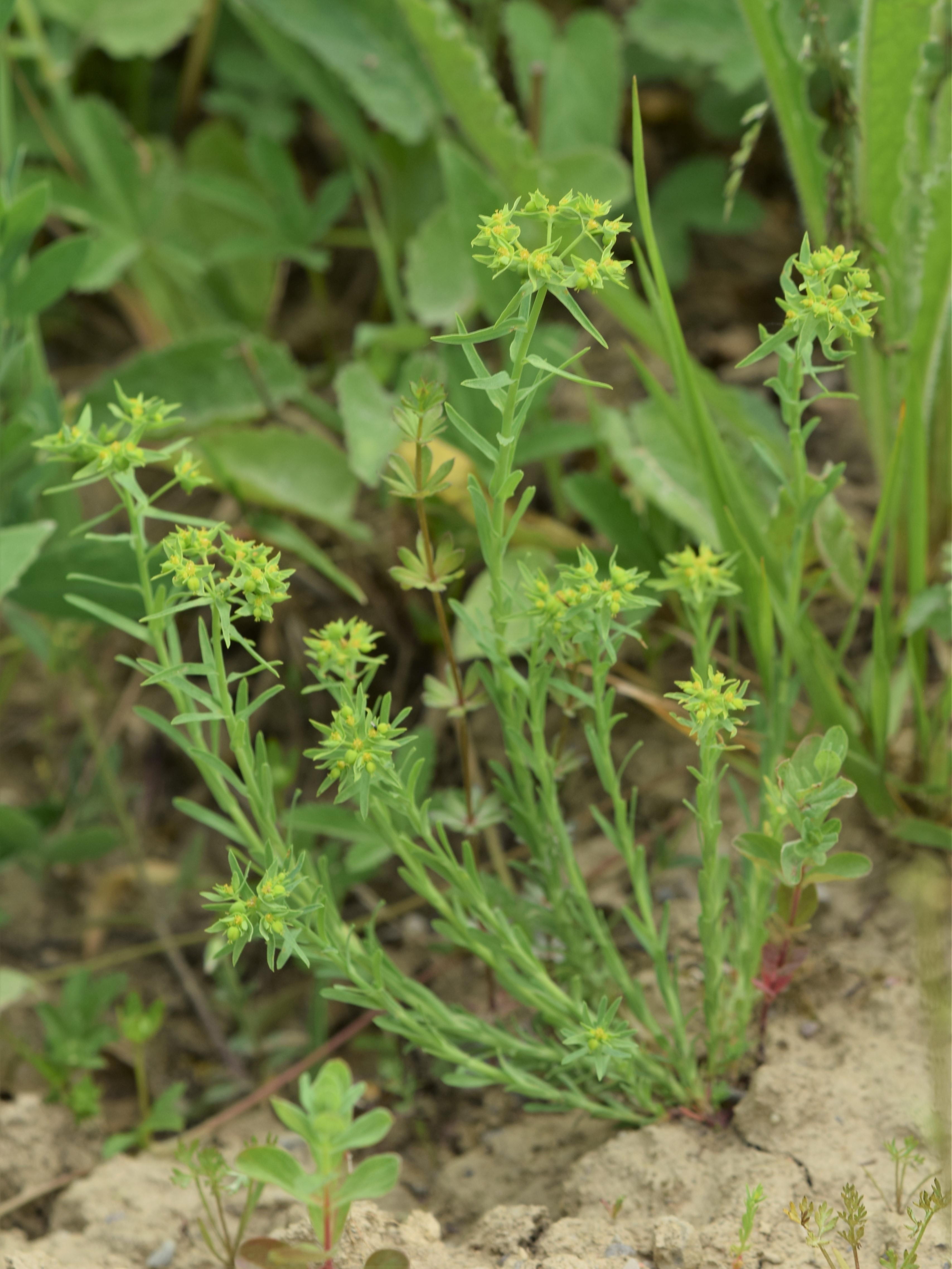
Pokrój
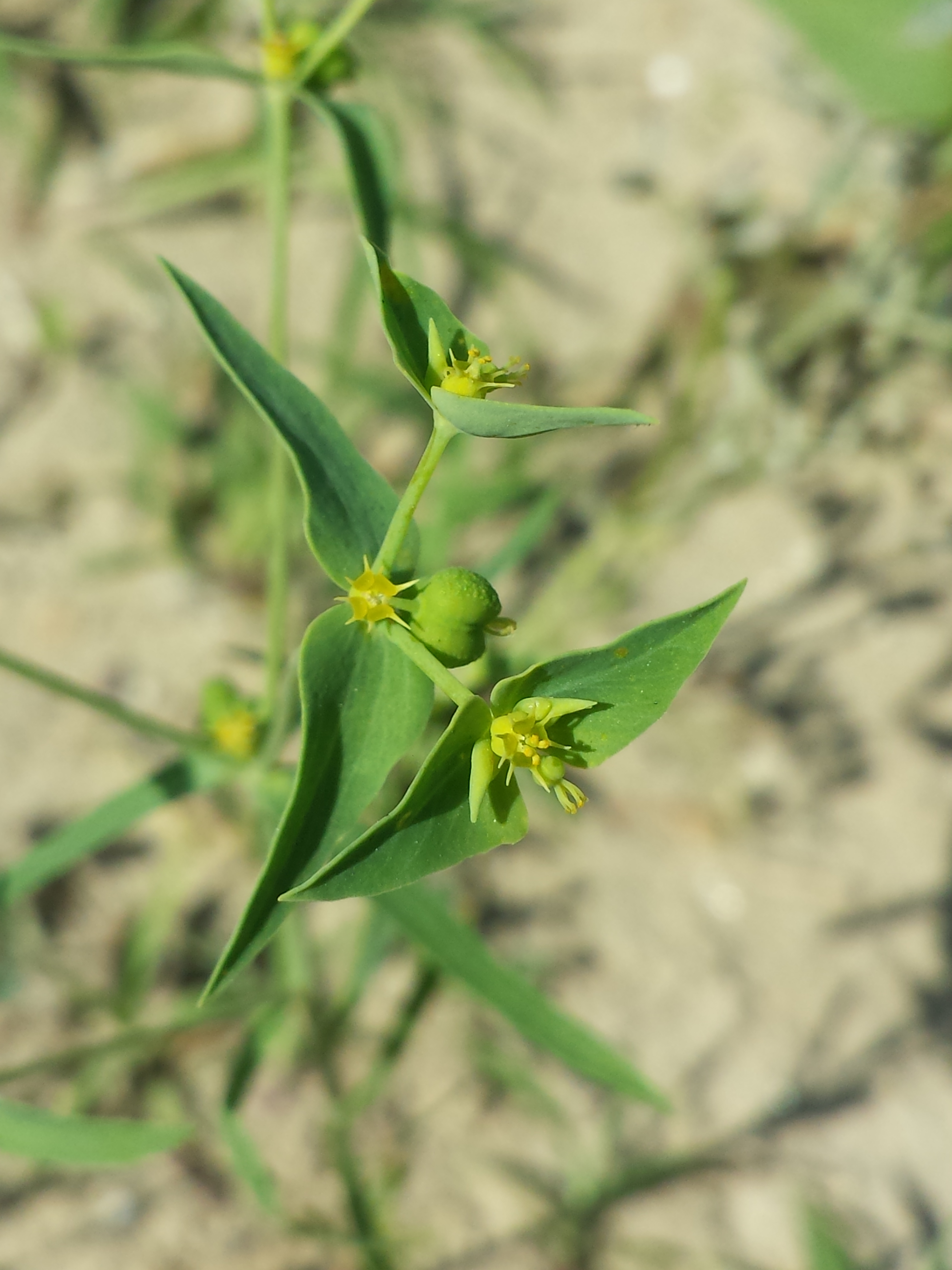
Kwiaty
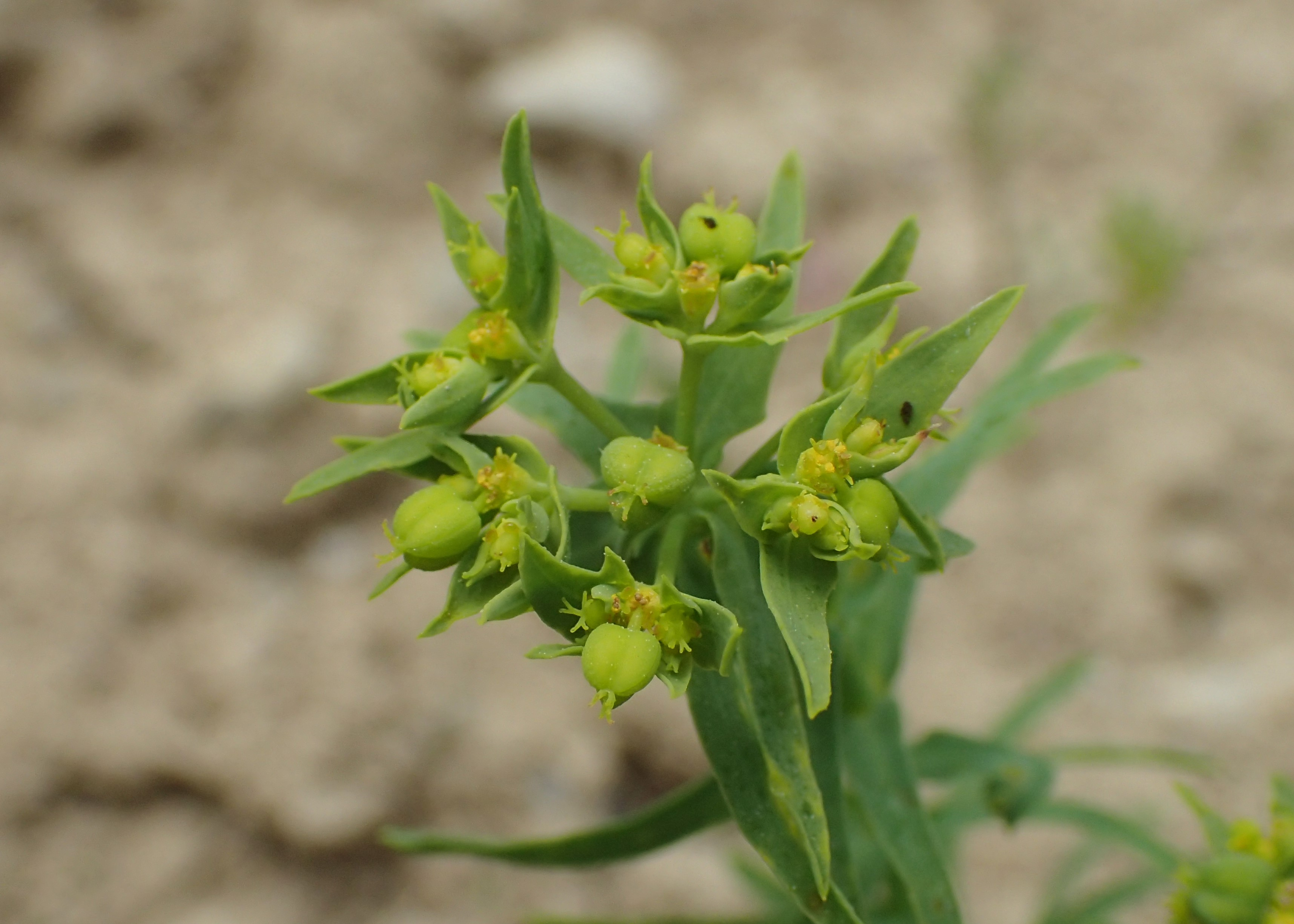
Owoce

## Biologia i ekologia
Roślina jednoroczna. Kwitnie od czerwca do września. Rośnie na polach, ugorach i siedliskach ruderalnych. Liczba chromosomów 2n = 16, 24. Gatunek charakterystyczny upraw zbożowych na glebach wapiennych ze związku Caucalidion lappulae.

## Zagrożenia i ochrona
Roślina umieszczona na polskiej czerwonej liście w kategorii NT (bliski zagrożenia).